# Corradino D’Ascanio

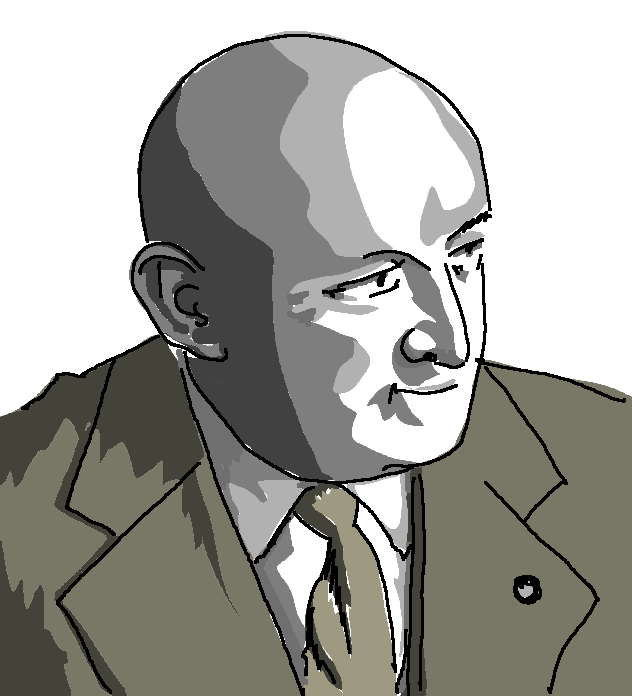
Corradino D’Ascanio

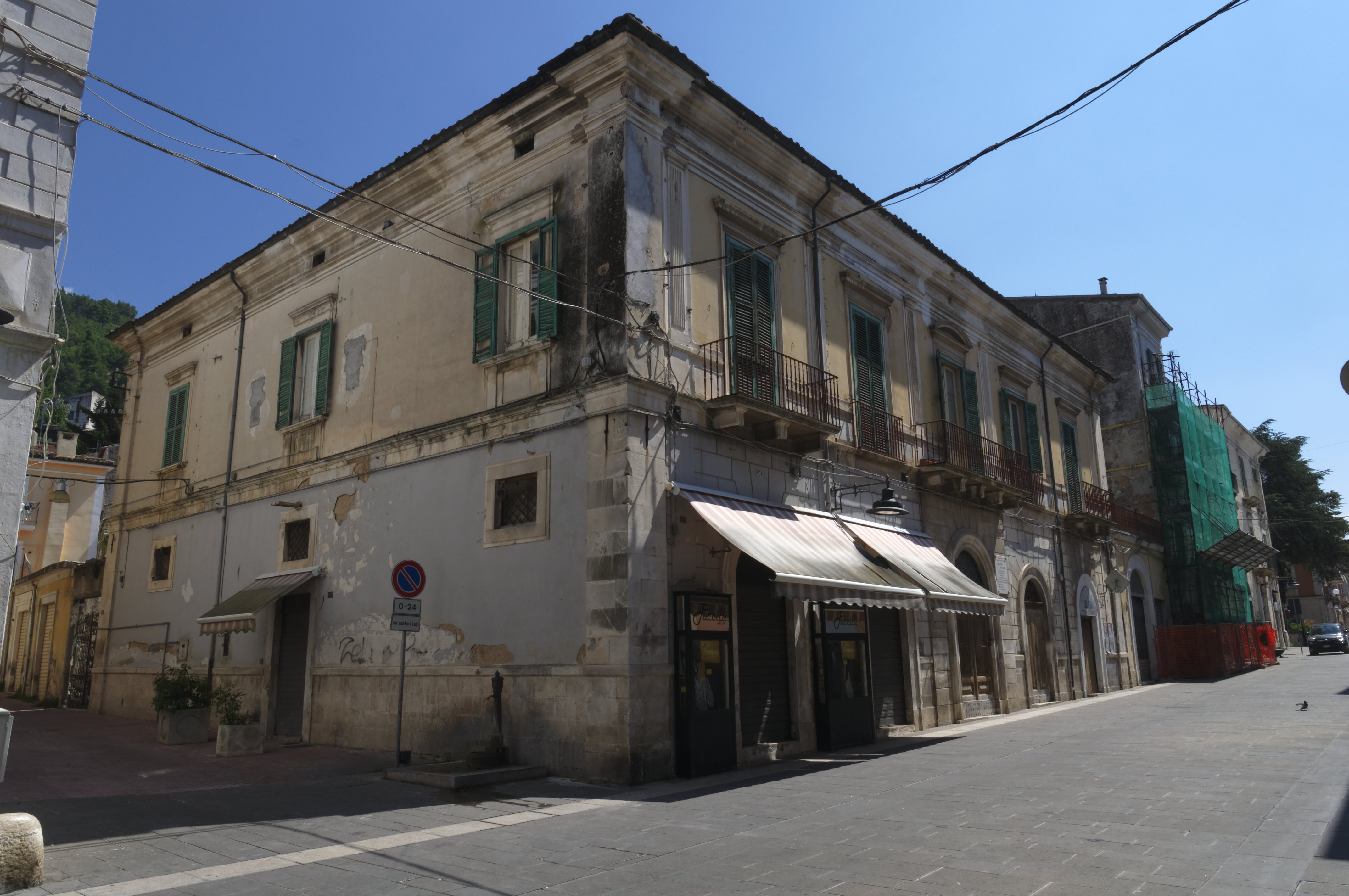
Geburtshaus in Popoli

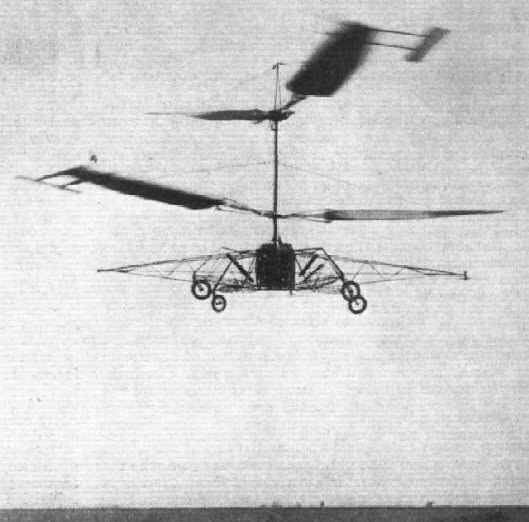
D’AT3

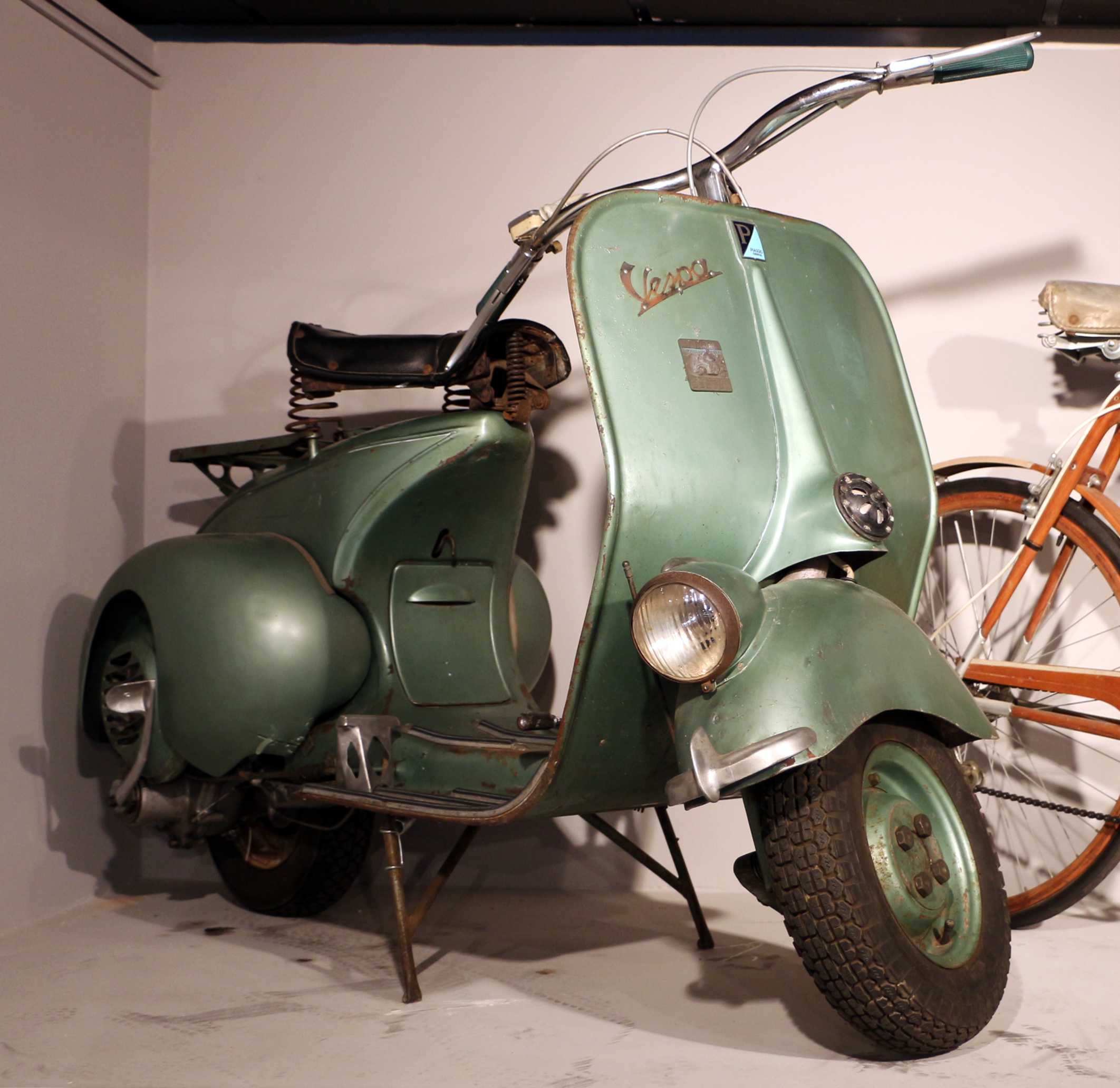
D’Ascanios Vespa Mod. 125, 1949

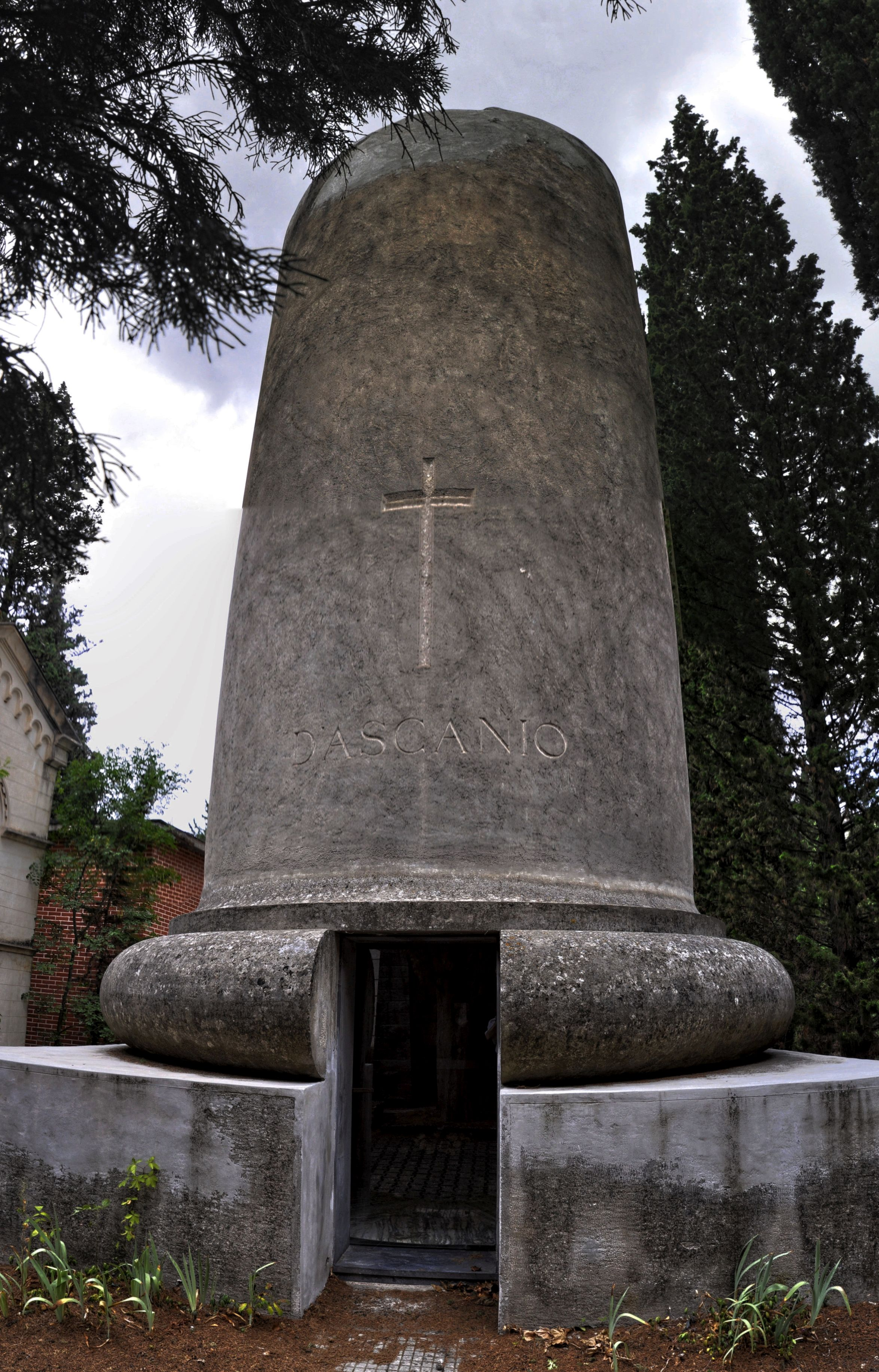
Das Familiengrab in Popoli

Corradino D’Ascanio (* 1. Februar 1891 in Popoli; † 6. August 1981 in Pisa) war ein italienischer Ingenieur. Bekannt wurde er zunächst als Konstrukteur von Hubschraubern. Nach dem Zweiten Weltkrieg entwickelte er für Piaggio den Motorroller Vespa.

## Leben
D’Ascanio interessierte sich bereits in seiner Jugend für die in der Pionierzeit steckende Luftfahrt. 1906 machte er auf Hügeln in der Umgebung seines Heimatortes erste Flugversuche mit einem selbstgebauten Segelflugzeug. 1909 erlangte er die Hochschulreife am Regio Istituto Tecnico “Ferdinando Galiani” in Chieti, 1914 schloss er ein Ingenieurstudium am Polytechnikum in Turin ab. Im selben Jahr trat er in Turin als Freiwilliger in die Fliegertruppe des italienischen Heeres ein, wo er als Unterleutnant und Ingenieur hauptsächlich im Bereich der Entwicklung, Modifizierung, Erprobung und Instandhaltung von Flugzeugmotoren eingesetzt wurde. 1916 wurde D’Ascanio zum Konstruktionsbüro des Flugzeugbauunternehmens Pomilio abkommandiert. Im Januar 1918 begab er sich mit Erlaubnis des Militärs mit den Pomilio-Brüdern in die Vereinigten Staaten, wo man in Indianapolis das Tochterunternehmen Pomilio Brothers Corporation gründete. Auf Grund von Meinungsverschiedenheiten verließ D’Ascanio das Beratungsunternehmen im März 1919 und arbeitete mit Ugo Veniero D’Annunzio zusammen, einem Entwickler der Caproni Aeroplanes in Detroit und Sohn des Schriftstellers Gabriele D’Annunzio. Ihr gemeinsames Unternehmen hatte jedoch keinen Erfolg, auch weil die kriegsbedingte Nachfrage weggebrochen war.
1920 kehrte D’Ascanio nach Italien zurück. In seinem Heimatort Popoli eröffnete er ein Ingenieurbüro, das in den 1920er Jahren zahlreiche Aufträge von privaten Unternehmen und öffentlichen Stellen erhielt. In diesen finanziell recht erfolgreichen Jahren meldete er etliche Patente für unterschiedlichste Erfindungen an. Sein Interesse an der Luftfahrt blieb ungebrochen, und so investierte er beträchtliche Summen in die Entwicklung und den Bau eines Hubschraubers. Mit dem Baron Pietro Trojani di Pescosansonesco gründete er 1925 ein weiteres Flugzeugbauunternehmen, das in Zusammenarbeit mit dem Compione-Werk in Pescara die beiden Hubschrauber-Prototypen D’AT 1 und 2 baute (D’Ascanio-Trojani). Zwar flogen diese jeweils nur wenige Sekunden, bildeten jedoch die Grundlage für den dritten Prototyp D’AT3, der vom italienischen Luftfahrtministerium in Auftrag gegeben und finanziert worden war. Dieser Hubschrauber mit gegenläufigen Koaxialrotoren wurde bei einer Einrichtung der italienischen Luftwaffe in Rom gebaut und flog erstmals im Jahr 1930 vom Militärflugplatz Ciampino-Nord aus. Mit dem D’AT3 stellte der Major und Testpilot Marinello Nelli im Oktober 1930 drei fliegerische Rekorde auf: einen 8 Minuten und 45 Sekunden dauernden Rundflug, einen 1078,60 Meter langen Streckenflug (begrenzt nur wegen des Flugplatzgeländes) sowie eine vertikale Höhe von 18 Metern über dem Abhebepunkt. Diese international vielbeachteten Rekorde blieben einige Jahre ungebrochen. Trotz des Interesses der italienischen Marine blieb die weitere finanzielle Unterstützung für das Hubschrauberprojekt aus, was für D’Ascanio den finanziellen Ruin bedeutete. Seinen Hubschrauber stellte man in einer Luftschiffhalle in Ciampino ab.
Dank seiner Entwicklungsarbeiten galt D’Ascanio als führender italienischer Experte für Verstellpropeller. Für diese Propeller interessierte sich seinerzeit unter anderem das Flugzeugbauunternehmen Piaggio, für das D’Ascanio 1932 beratend tätig wurde. D’Ascanios Propeller wurden auf die besten italienischen Flugzeuge dieser Zeit montiert, unter anderem auf die Caproni Ca.161bis, mit der der Testpilot Mario Pezzi 1937 den bis heute ungebrochenen Höhenrekord für Flugzeuge mit Kolbenmotoren von 17.083 Metern aufstellte. Auch bei der Firma Piaggio ließ D’Ascanios Leidenschaft für Helikopter nicht nach. Seinen Arbeitgeber konnte er nur langsam von seinen Ideen überzeugen. Nach dem Prototyp PD1 (Piaggio-D’Ascanio 1) wurde 1935 für das italienische Luftfahrtministerium der PD2 entwickelt, der jedoch wegen Verzögerungen nicht in die Serienfertigung ging. 1939 folgte der PD3 mit seinem einzigen Hauptrotor und einem Heckrotor. Im Gegensatz zu Igor Sikorsky, dessen Projekte in den Vereinigten Staaten von United Aircraft realisiert wurden, erhielt D’Ascanio von Piaggio und vom italienischen Luftfahrtministerium wegen des Zweiten Weltkriegs keine ausreichende Unterstützung. Der PD3 flog daher erst 1942 und wurde dann, wie schon der D’AT3, in einem Hangar abgestellt. D’Ascanio arbeitete bei Piaggio meist an der Entwicklung von Militärflugzeugen und nebenberuflich dann auch als Dozent an der Universität Pisa.
Im April 1948 nahm D’Ascanio auf Einladung der American Helicopter Society am IV. Helikopterkongress teil, auf dem er als einer der Pioniere der Hubschrauberentwicklung galt. Zurück in Italien gelang es ihm, Piaggio von einer Wiederaufnahme des eingestellten Hubschrauberprojekts zu überzeugen. Nachdem der PD3 im Februar 1951 abgestürzt war, begann man mit dem Projekt PD4, einem Hubschrauber mit Tandemrotor. Dieser Prototyp ging am 5. August 1952 bei einem Unfall verloren. Trotz des vielversprechenden Projekts war Piaggio nicht bereit, weiter in Hubschrauber zu investieren. Das Unternehmen konzentrierte sich ganz auf den außergewöhnlich erfolgreichen Motorroller Vespa.
Unmittelbar nach Kriegsende stand die italienische Wirtschaft und auch Piaggio vor großen Problemen. Enrico Piaggio dachte an den Bau eines einfachen und billigen Kleinkraftrads, das seinem Unternehmen wieder auf die Beine helfen und der Bevölkerung ein simples Fortbewegungsmittel anbieten sollte. So entstand die MP5, genannt Piaggio Paperino. Da sie Enrico Piaggio nicht gefiel, beauftragte er noch 1945 D’Ascanio mit der Entwicklung eines neuen Modells. D’Ascanio hatte sich weder privat, noch beruflich jemals für Motorräder interessiert. Daher dachte er an eine Konstruktion, die Menschen entgegenkommen sollte, die noch nie Motorrad gefahren waren und dessen Nutzung sie im Grunde nicht mochten. Unter dieser Prämisse entstand die Vespa, die 1946 auf einem Motorradsalon in Mailand erstmals der Öffentlichkeit vorgestellt und sofort zu einem Verkaufserfolg wurde.
D’Ascanio ging 1961 in den Ruhestand, blieb jedoch als Berater für die Vespa-Produktion Piaggio weiter verbunden. Ab 1964 beriet er auch den Hubschrauberhersteller Agusta. Privat arbeitete er an der Entwicklung eines kleinen Hubschraubers für landwirtschaftliche Zwecke, einer Art „fliegenden Vespa“. Dieser innovative Hubschrauber hatte Rotorblätter aus glasfaserverstärktem Kunststoff; er flog erstmals am 20. Juli 1970, hatte aber keinen Verkaufserfolg. 1975 gab die italienische Luftwaffe den Nachbau des D’AT3 in Auftrag, der unter der Leitung D’Ascanios auf dem Flughafen Pisa nach den Originalplänen entstand. Dieser D’AT3 ist zusammen mit dem 1970 gebauten Landwirtschaftshelikopter im Luftfahrtmuseum Vigna di Valle bei Rom ausgestellt.
Corradino D’Ascanio heiratete 1917 Paola Paolini, mit der er die beiden Söhne Giacomo und Giorgio hatte. Seine Frau starb bereits 1939. Im Jahr 1961 heiratete er Amalia Manetti. D’Ascanio starb am 5. August 1981 in Pisa und wurde in dem von ihm entworfenen Familiengrab in Popoli neben seiner ersten Frau Paola bestattet. Dass er in seinen letzten Lebensjahren vor allem als Vater der Vespa angesehen wurde, machte ihn nicht besonders glücklich, da er sich eher als Hubschrauberkonstrukteur sah.

## Ehrungen
In seinem Heimatort Popoli ist Corradino D’Ascanio ein Museum und eine Straße gewidmet. In Montesilvano bei Pescara wurde ein naturwissenschaftliches Gymnasium (Liceo scientifico “C. D’Ascanio”) nach ihm benannt, am Flughafen Pisa der Platz vor dem Passagierterminal. D’Ascanio erhielt etliche Auszeichnungen und Preise. Zu den bedeutendsten zählen:
- Ritter des Ordens der Krone von Italien (1933)
- Arbeitsverdienststern (1958)
- Goldene Medaille für Verdienste um Kultur und Kunst (1961)
- Goldener Flügel der Luftfahrtpioniere (1965)
- Fibonacci-Preis der Handelskammer Pisa (1972)
- Großkreuz des Verdienstordens der Italienischen Republik (1976)